# Sara Doshō
Sara Dosho (土性 沙羅, Doshō Sara) est une lutteuse japonaise née le 17 octobre 1994. Elle a remporté la médaille d'or en moins de 69 kg aux Jeux olympiques d'été de 2016 à Rio de Janeiro.